# 施薩·卡沙迪爾
施薩·卡沙迪爾（義大利語：Cesare Casadei；2003年1月10日—）是一名意大利職業足球員，司職中場，現時効力意甲球會拖連奴，並代表意大利U21参加國際比賽。

## 球會生涯

### 早年生涯
卡沙迪爾於意大利愛美利亞-羅曼尼亞大區出生和成長，並於當地球會切爾維亞開始足球生涯，及後轉投鄰近球會AC切塞納。2018年，AC切塞納宣布破產後，卡沙迪爾轉投国际米兰。卡沙迪爾於國際米蘭的青訓梯隊拾級而上，只有17歲時便為球會的U19出賽。
2021年10月，卡沙迪爾入選《衛報》的年度60位年輕球員名單。2022年2月20日，卡沙迪爾首次被列入國際米蘭一隊的比賽名單，但並未上場。卡沙迪爾於該賽季帶領國際米蘭U19取得意大利甲組青年聯賽冠軍。

### 車路士
2022年8月19日，車路士宣布從國際米蘭簽入卡沙迪爾，合約為期六年，轉會費據報約1500萬歐羅，另加500萬獎金，卡沙迪爾將先於車路士的青年隊出賽。

#### 外借雷丁
2023年1月30日，車路士宣布卡沙迪爾被外借到英冠球會雷丁至季尾。卡沙迪爾於2月4日對陣屈福特的英冠比賽中上演職業地標戰，及後於3月15日對陣布力般流浪的2-1敗仗中射入職業生涯第一個入球。

#### 外借李斯特城
2023年8月15日，英冠球會李斯特城宣布借入卡沙迪爾，為期一季。同月19日，他在對陣卡迪夫城的英冠比賽中後備入替，完成地標戰，並在比賽第92分鐘射入致勝一球。

#### 回到車路士
2024年1月19日，車路士提早召回卡沙迪爾。同月31日，他在對陣利物浦的1–4敗仗中首次為球會上陣。

## 國家隊生涯
卡沙迪爾曾代表意大利各級青年隊。
2022年6月，卡沙迪爾入選意大利的U19歐洲國家盃參賽名單，意大利最終四強止步。
2022年11月19日，卡沙迪爾在對陣德國U21的友誼賽中首次代表意大利U21出賽，並於一個月後入選由意大利國家隊領隊羅拔圖·文仙尼帶領的訓練營。
2023年5月，卡沙迪爾入選U20世界盃的參賽名單，並擔任隊長。卡沙迪爾於整個賽事表現出色，以七個入球成為賽事神射手，並帶領球隊打入決賽，雖然意大利U20在決賽以1-0敗予烏拉圭，但卡沙迪爾仍獲頒賽事的金球獎及金靴獎。

## 個人生活
施薩·卡沙迪爾的兄長埃托雷（Ettore）亦是一名足球員，並於2022至23賽季效力佛羅里達理工學院的足球校隊佛羅里達理工美洲豹。

## 生涯統計

### 球會
最後更新：2023年8月26日
| 效力球會         | 球季     | 聯賽     | 聯賽 | 聯賽 | 國家盃賽 | 國家盃賽 | 聯賽盃賽 | 聯賽盃賽 | 歐洲賽 | 歐洲賽 | 其他 | 其他 | 總計 | 總計 |
| 效力球會         | 球季     | 聯賽     | 上陣 | 入球 | 上陣     | 入球     | 上陣     | 入球     | 上陣   | 入球   | 上陣 | 入球 | 上陣 | 入球 |
| ---------------- | -------- | -------- | ---- | ---- | -------- | -------- | -------- | -------- | ------ | ------ | ---- | ---- | ---- | ---- |
| 車路士U23        | 2022–23  | —        | —    | —    | —        | —        | —        | —        | —      | —      | 4    | 1    | 4    | 1    |
| 車路士           | 2022–23  | 英超     | 0    | 0    | 0        | 0        | 0        | 0        | 0      | 0      | —    | —    | 0    | 0    |
| 車路士           | 2023–24  | 英超     | 11   | 0    | 0        | 0        | 0        | 0        | —      | —      | —    | —    | 11   | 0    |
| 車路士           | 2024–25  | 英超     | 0    | 0    | 0        | 0        | 1        | 0        | 4      | 0      | 0    | 0    | 5    | 0    |
| 車路士           | 總計     | 總計     | 11   | 0    | 0        | 0        | 1        | 0        | 4      | 0      | 0    | 0    | 16   | 0    |
| 雷丁（外借）     | 2022–23  | 英冠     | 15   | 1    | 0        | 0        | 0        | 0        | —      | —      | 0    | 0    | 15   | 1    |
| 李斯特城（外借） | 2023–24  | 英冠     | 22   | 2    | 1        | 1        | 2        | 0        | —      | —      | —    | —    | 25   | 3    |
| 生涯總計         | 生涯總計 | 生涯總計 | 48   | 3    | 1        | 1        | 3        | 0        | 4      | 0      | 4    | 1    | 60   | 5    |

1. ↑  於英格蘭足球聯賽錦標賽上陣。
2. ↑  於歐協聯賽事上陣。

## 榮譽

### 球會
國際米蘭U19
- 意大利甲組青年聯賽（英语：Campionato Primavera 1）：2021–22 [35]

 李斯特城
- 英格蘭足球冠軍聯賽：2023–24

### 國家隊
意大利U20
- U-20世界盃亞軍 : 2023

### 個人
- 國際足協U20世界盃金球獎：2023 [36]
- 國際足協U20世界盃金靴獎：2023 [36]

## 外部連結
- Soccerway資料庫：施薩·卡沙迪爾